# Kakiemon

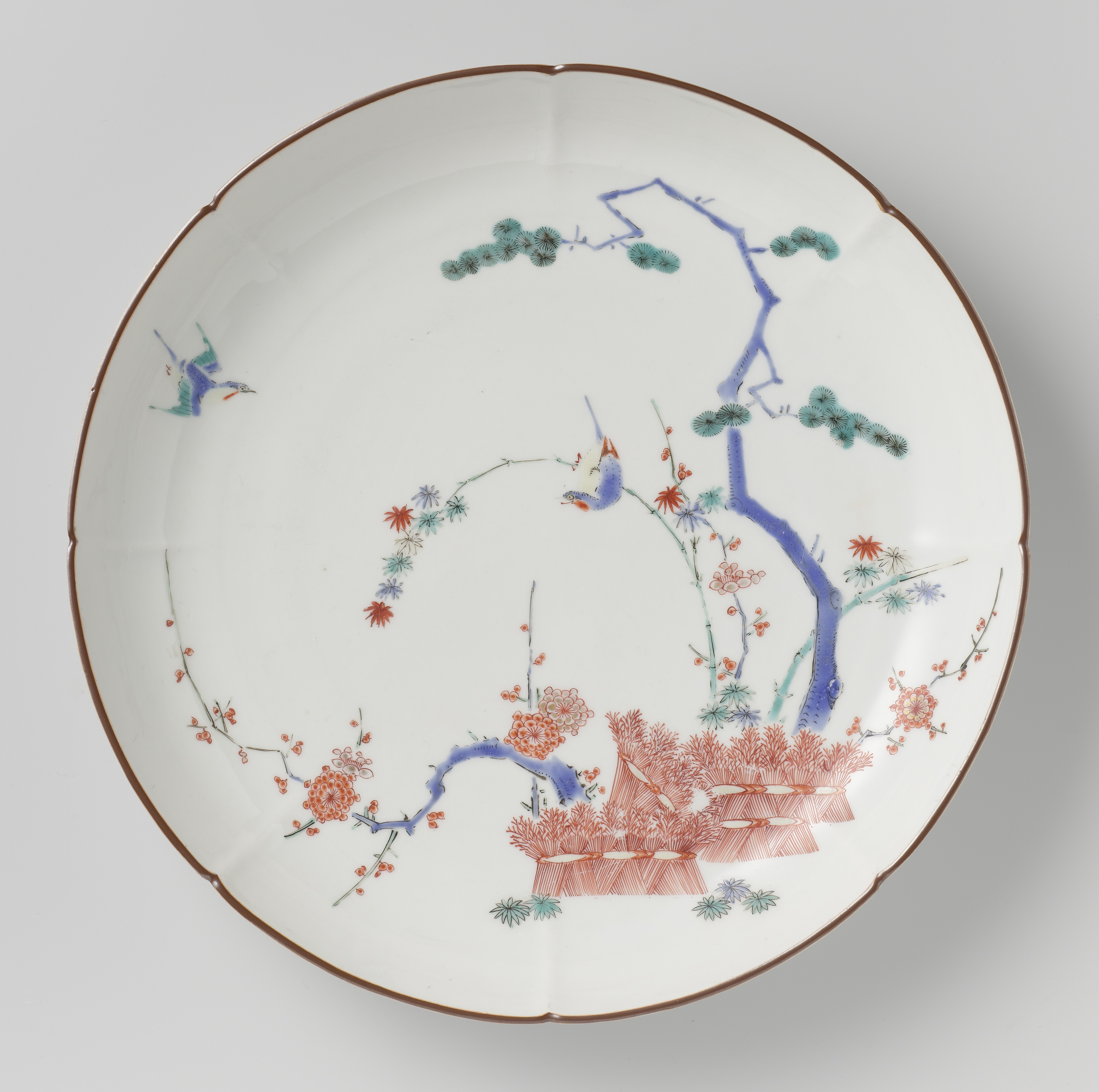
Plato Kakiemon del.

Kakiemon (japonés: 柿右衛門) es un alfarero de Arita, Japón con su propio estilo, este estilo se llama estilo Kakiemon y se originó en el siglo XVII. El estilo fue rápidamente copiado por las nuevas fábricas de porcelana europeas que aparecieron en el siglo XVIII, como Meissen en Alemania, Chantilly en Francia y Chelsea en Inglaterra. La alfarería Kakiemon sigue existiendo y su responsable es ahora Kakiemon XV.

### Literatura
- (en) Daniel McOwan, Kakiemon in Australia (2014) ISBN 9780959541410
- (en) Menno Fitski, Kakiemon porcelain, A handbook (2011) ISBN 9087281269
- (en) Gardiner Museum, Dragons, Tigers and Bamboo (2010) ISBN 9781553654346
- (en) Idemitsu Museum, Kakiemon and Nabeshima (2008)
- (en) Christiaan Jörg, Fine and curious (2003) ISBN 9074822169
- (en) Oliver Impey, Japanese export porcelain (2002) ISBN 9074822169
- (en) Soame Jenyns, Japanese porcelain (1965)
- (jp) Kyushu Ceramic Museum, Kakiemon, the whole aspect of the Kakiemon style (1999)
- (jp) Kyushu Ceramic Museum, Shibata, deel 5 (1997)
- (jp) Hayashiya Seizo, Nihon no Toji (1975)